# Grand Prix Tunisu
Grand Prix Tunisu, oficj. Grand Prix de Tunis – wyścig samochodowy, odbywający się w latach 1928–1929, 1931–1933, 1935–1937, i w 1955 w Tunisie, stolicy Tunezji Francuskiej.
Zawody odbywały się na trzech torach: Le Bardo Street Circuit, Carthage Street Circuit oraz Circuito du Belvedere. W 1955 stosowano się do regulacji Formuły 1, jednak wyścig nie był zaliczany do klasyfikacji generalnej.

## Zwycięzcy
| Rok      | Zwycięzca           | Konstruktor    | Tor                     | Wyniki         |
| -------- | ------------------- | -------------- | ----------------------- | -------------- |
| 1955     | Luigi Piotti        | Ferrari        | Circuito du Belvedere   | Wyniki         |
| 1938 -54 | Nie rozgrywano      | Nie rozgrywano | Nie rozgrywano          | Nie rozgrywano |
| 1937     | Raymond Sommer      | Talbot         | Carthage Street Circuit | Wyniki         |
| 1936     | Rudolf Caracciola   | Mercedes-Benz  | Carthage Street Circuit | Wyniki         |
| 1935     | Achille Varzi       | Auto Union     | Carthage Street Circuit | Wyniki         |
| 1934     | Nie rozgrywano      | Nie rozgrywano | Nie rozgrywano          | Nie rozgrywano |
| 1933     | Tazio Nuvolari      | Alfa Romeo     | Carthage Street Circuit | Wyniki         |
| 1932     | Achille Varzi       | Bugatti        | Carthage Street Circuit | Wyniki         |
| 1931     | Achille Varzi       | Bugatti        | Carthage Street Circuit | Wyniki         |
| 1930     | Nie rozgrywano      | Nie rozgrywano | Nie rozgrywano          | Nie rozgrywano |
| 1929     | Gastone Brilli-Peri | Alfa Romeo     | Bardo street circuit    | Wyniki         |
| 1928     | Marcel Lehoux       | Bugatti        | Bardo street circuit    | Wyniki         |